# Bjalfi
Bjalfi, Bjálki también Bjalfi brunda Ögmundsson y Brandi-Bjalfi (n. 780) fue un vikingo hersir del siglo IX de Hrafnista, Noruega. Hijo de Ögmundur Hakason. Estuvo casado con Hallbera Ulfsdatter, hija de Ulf el Valiente y hermana de Hallbjorn Halftroll. Con Hallbera tuvieron un hijo, Kveldulf Bjalfason.